# The Long Distance Runner
The Long Distance Runner är ett musikalbum med den svenske rapparen Promoe, släppt 2004. Albumet är inspelat och mixat hos Soundism.

## Låtlista
1. "Marathon" - 1:38
2. "Long Distance Runner" - 4:02
3. "In the Jungle (featuring Ward 21)" - 3:33
4. "These Walls Don't Lie" - 4:24
5. "Constant Consumption" - 4:31
6. "Fast Food World (featuring Cos.M.I.C & Bushman)" - 4:29
7. "Justice (featuring Anthony B)" - 4:34
8. "Kkkampain" - 3:38
9. "Dog Day Afternoon (featuring Chords, Timbuktu & Rantoboko)" - 4:53
10. "A Likkle Supm Supm" - 4:26
11. "Mah Grrrl (featuring Ghost)" - 3:16
12. "Fit You Haffe Fit" - 3:56
13. "Calm Down" - 7:14